# Naučná stezka České Budějovice

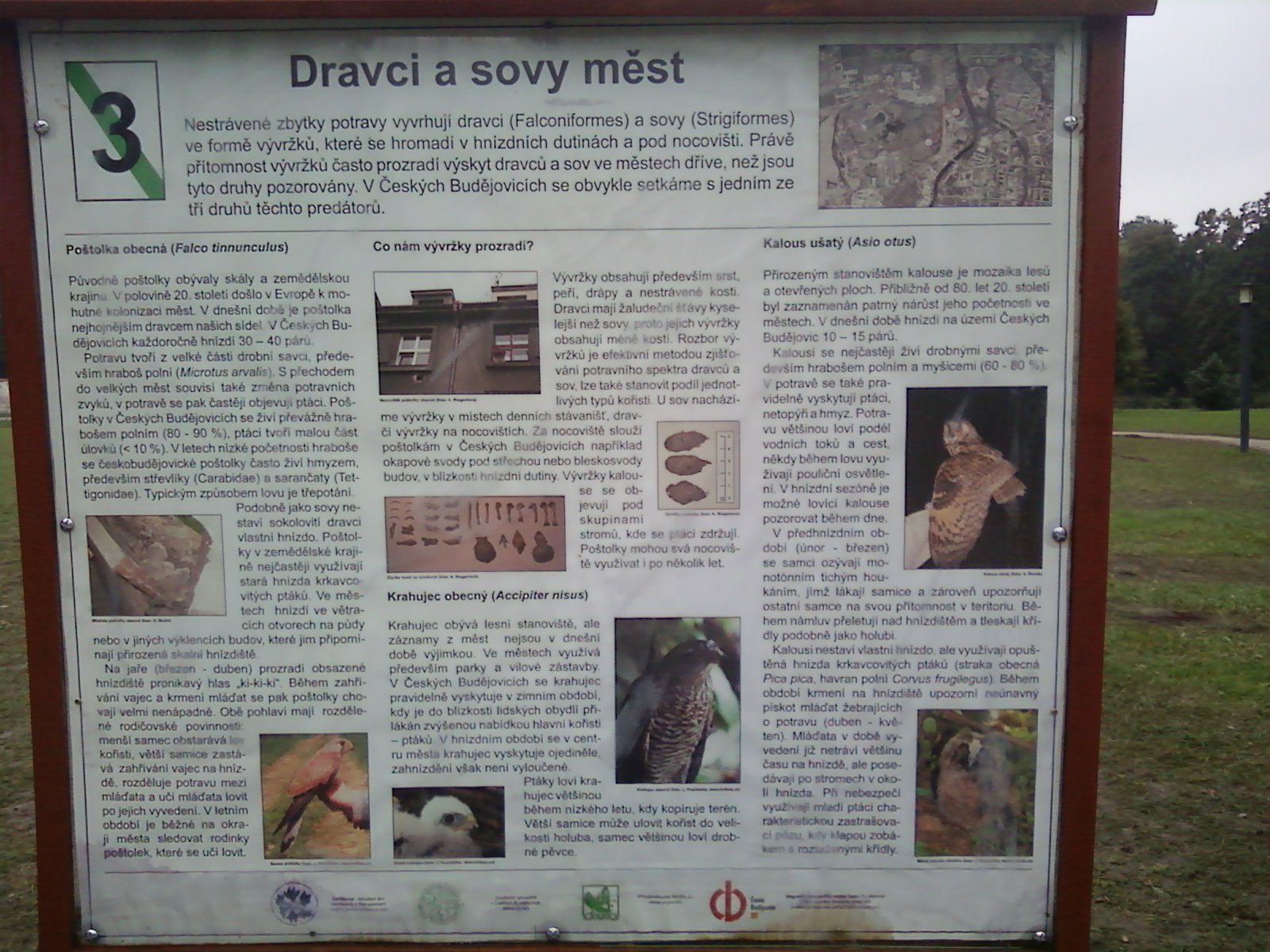
zastavení Dravci a sovy měst

Bezejmenná naučná stezka v Českých Budějovicích spojuje park Stromovka, Sokolský ostrov a park Na Sadech. V terénu není značená turistickou značkou, pouze informačními panely. Otevřena byla v říjnu 2008, zaměřená je na živočichy žijící ve městech a tematicky by měla navazovat na NS Po hrázích Vrbenských rybníků.

## Vedení trasy
Naučná stezka začíná u dětského hřiště v parku Stromovka, dále vede po mostě přes silnici I/3 a po Dlouhé lávce na Sokolský ostrov. Prochází po ostrově podél slepého ramene Malše, posléze Mlýnskou, Panskou a Hradební ulicí, odbočuje vlevo do Krajinské ulice a končí kousek za mostkem přes Mlýnskou stoku.

## Zastavení
- Ptáci parků
- Savci lidských sídel
- Dravci a sovy lidských sídel
- Krkavcovití ptáci měst